# United States Bridge Federation
The United States Bridge Federation (USBF) (USA:s bridgeförbund) är ett nationellt förbund för kontraktsbridge i USA. Det är en ideell organisation grundad 2001 av American Contract Bridge League (ACBL) och American Bridge Association (ABA) för att välja ut och stödja lag som ska kunna representera USA vid internationella tävlingar och för att stödja världsbrigeförbundets (World Bridge Federation (WBF) strävanden att uppnå olympisk status.

## Organisation

### Styre
- President 2013: George Jacobs
- Vicepresident 2013: Howard Weinstein
- Sekreterare 2013: Jan Martel